# Xylophanes juanita
Xylophanes juanita är en fjärilsart som beskrevs av Rothschild och Jordan 1903. Xylophanes juanita ingår i släktet Xylophanes och familjen svärmare. Inga underarter finns listade i Catalogue of Life.